# Ruellia pterocaulon
Ruellia pterocaulon är en akantusväxtart som beskrevs av Emery Clarence Leonard. Ruellia pterocaulon ingår i släktet Ruellia och familjen akantusväxter. Inga underarter finns listade i Catalogue of Life.